# Jean-Loup Reynold
Pour les articles homonymes, voir Reynold.
Jean-Loup Reynold, aussi orthographié Jean-Loup Reinhold, Jean-Loup Reynolds et Jean-Loup Reynold est un acteur français né le 12 mai 1935 à Paris, où il est mort le 9 novembre 2004.
Il est surtout connu pour son rôle de Michel Delaunay dans La vérité d’Henri-Georges Clouzot (1960).

## Filmographie

### Cinéma
- 1960 : La vérité de Henri-Georges Clouzot avec Sami Frey (crédité sous le nom de Jean-Lou Reynold),
- 1960 : L'amour existe de Maurice Pialat Court Métrage Seulement Narration (crédité sous le nom de Jean-Loup Reinhold),
- 1962 : La Loi des hommes de Charles Gérard avec Micheline Presle (crédité sous le nom de Jean-Lou Reynold),
- 1962 : Fort du fou de Léo Joannon avec Alain Saury (crédité sous le nom de Jean-Loup Reynold),
- 1963 : L'Abominable Homme des douanes de Marc Allégret avec Taina Béryl (crédité sous le nom de Jean-Loup Reynolds),
- 1963 : Les Veinards de Philippe de Broca et Jean Girault (non crédité)
- 1963 : L'Honorable Stanislas, agent secret de Jean-Charles Dudrumet avec Michel Seldow (crédité sous le nom de Jean-Loup Reynold),
- 1964 : La Dérive de Paule Delsol avec Paulette Dubost (crédité sous le nom de Jean-Loup Reynold),
- 1964 : Cruelle méprise de Jean-Michel Rankovitch (crédité sous le nom de Jean-Loup Reynold),
- 1964 : Le pas de trois de Alain Bornet avec Annie Fratellini (crédité sous le nom de Jean-Loup Reynold).

### Télévision
- 1962 : Le Chien de François Chalais, 62 min, avec Alain Delon,
- 1964 : Vol 272, 22 min,
- 1965 : Le bonheur conjugal, 26 min, avec Dominique Paturel  et Jean Desailly,
- 1965 : Les complices de l'aube de Maurice Cazeneuve avec Jean Juillard,
- 1970 : Un âge d'or de Fernand Marzelle.